# كثافة عزم الدوران
كثافة عزم الدوران هو مقياس للعزم القادر على تحمل عنصر ميكانيكى. هو النسبة بين العزم إلى الحجم. كثافة العزم هو خاصية للنظام إذ أنه يعتمد على تصميم كل عنصر من العناصر.
لكثافة عزم الدوران دور مهم جداً في مرحلة تقييم التصميم الميكانيكى خاصة في مشاكل تصميم مجموعات نقل الحركة. كثافة عزم الدوران هي واحدة من العوامل العديدة المستخدمة لتقييم النجاح المحتمل لأي فكرة. من المحتمل تواجد العديد من أنواع الأجهزة التي تؤدي وظيفة عنصر متواجد والذي لا بد من تغييره. كثافة العزم هي عامل مهم جداً عند اختيار التصميم المناسب، ويدخل معه بعض العوامل الأخرى مثل التكلفة، سهولة الصيانة، الوقت المطلوب للتركيب، تكلفة التشغيل والفشل المحتمل له.

## الوحدات
في نظام الوحدات الدولي تكون وحدة كثافة عزم الدوران هي جول لكل متر مكعب والتي تكافيء نيوتن متر لكل متر مكعب. يمكن كتابتها نيوتن ملليمتر لكل ملليمتر مكعب للقيم الصغيرة.
في نظام وحدات القياس العرفية الأمريكية، وحدة كثافة عزم الدوران هي باوند قدم لكل قدم مكعب أو باوند إنش لكل إنش مكعب.